# Hub-Kippvorrichtung
Eine Hub-Kippvorrichtung ist eine Maschinenkomponente bzw. eine Maschine zum Heben, Kippen und Entleeren von Behältern wie z. B. Mülltonnen in Hydraulikpressen. Es gibt sie für den stationären Betrieb oder anmontiert an Abfallsammelfahrzeugen. Gebräuchlich ist auch die Bezeichnung Lifter.
An Abfallsammelfahrzeuge (ASF) angeschraubte Lifter haben einen Stahlrahmen, an dem hydraulisch über ein Hebelwerk oder mit einem Elektromotor über Zahnrad oder Kette der Hebemechanismus betätigt wird. Die Hydraulik kann so eingestellt werden, dass die Arbeitsgeräusche gesenkt werden können, indem die Hydraulikzylinder vor dem Anschlagen gebremst werden. Für kleine Tonnen gibt es an dem Schwenkarm eine Kammaufnahme, beim Entleeren von großen Tonnen werden zwei Schwenkarme gekoppelt und die beiderseits angebrachten Klapparme finden Verwendung. DIN EN 1501-5 benutzt für einen am ASF angebrachten Mechanismus zum Leeren von Abfallsammelbehältern zusammenfassend den Begriff Schüttung. Die Hub-Kippvorrichtung mit Hubwagen, Führungssystem und Schüttungsaufnahme, Verriegelungsleiste und Behälterauflage ist so gesehen eine Unterbaugruppe der Schüttung.